# Volo Indian Airlines 491
Il volo Indian Airlines 491 era un volo domestico di linea della Indian Airlines dall'aeroporto Internazionale di Delhi all'aeroporto Internazionale di Sahar, Mumbai, con scalo all'aeroporto di Aurangabad, Maharashtra, nella parte centro-occidentale del paese. Il 26 aprile 1993, il Boeing 737 operante il volo precipitò in fase di decollo. Dei 118 a bordo, di cui 112 passeggeri e 6 membri dell'equipaggio, persero la vita 53 passeggeri e due membri dell'equipaggio.

## L'aereo
Il velivolo coinvolto era un Boeing 737-200, marche VT-ECQ, numero di serie 20961, numero di linea 375. Volò per la prima volta nel 1974 e venne consegnato il 26 settembre a Indian Airlines. Era equipaggiato con 2 motori turboventola Pratt & Whitney JT8D-9A. Al momento dell'incidente, l'aereo aveva quasi 19 anni e aveva accumulato 43 886 ore di volo.

## L'incidente
Il 26 aprile 1993, il Boeing 737-2AB si alzò in volo alle ore 13:06 ora locale con destinazione Mumbai in una giornata con temperatura attorno ai 40 gradi.
Il velivolo era sovraccarico e utilizzò tutta la lunghezza della pista per decollare; dopo aver sollevato il muso, urtò con il motore e con il carrello sinistro un camion carico di balle di cotone che transitava su una superstrada a circa 130 metri di distanza dalla fine della pista. Questo tipo di carico può raggiungere anche i 10 metri di altezza e ciò spiega il singolare impatto.
L'urto contro il camion provocò una perdita di potenza e di velocità del Boeing che andò poi ad urtare contro delle linee elettriche aeree a circa 2 chilometri e mezzo di distanza e infine precipitò al suolo, incendiandosi nella parte posteriore: tutti i passeggeri che sedevano dietro all'ottava fila non poterono abbandonare l'aereo e morirono bruciati vivi nell'incendio.

## Le indagini
La responsabilità dell'incidente venne data al pilota dell'aereo che avrebbe iniziato con ritardo la manovra di sollevamento dei velivolo e alle autorità aeroportuali che non avevano adeguatamente sorvegliato il traffico automobilistico intorno all'aeroporto negli orari di decollo da quella struttura.

## Conseguenze
Indian Airlines pagò un risarcimento alle famiglie dei deceduti, di ₹500 000 (circa 5866 €) per ogni passeggero adulto deceduto e ₹250 000 (circa 2933 €) per ogni infante deceduto.